# リチャード・ボニング

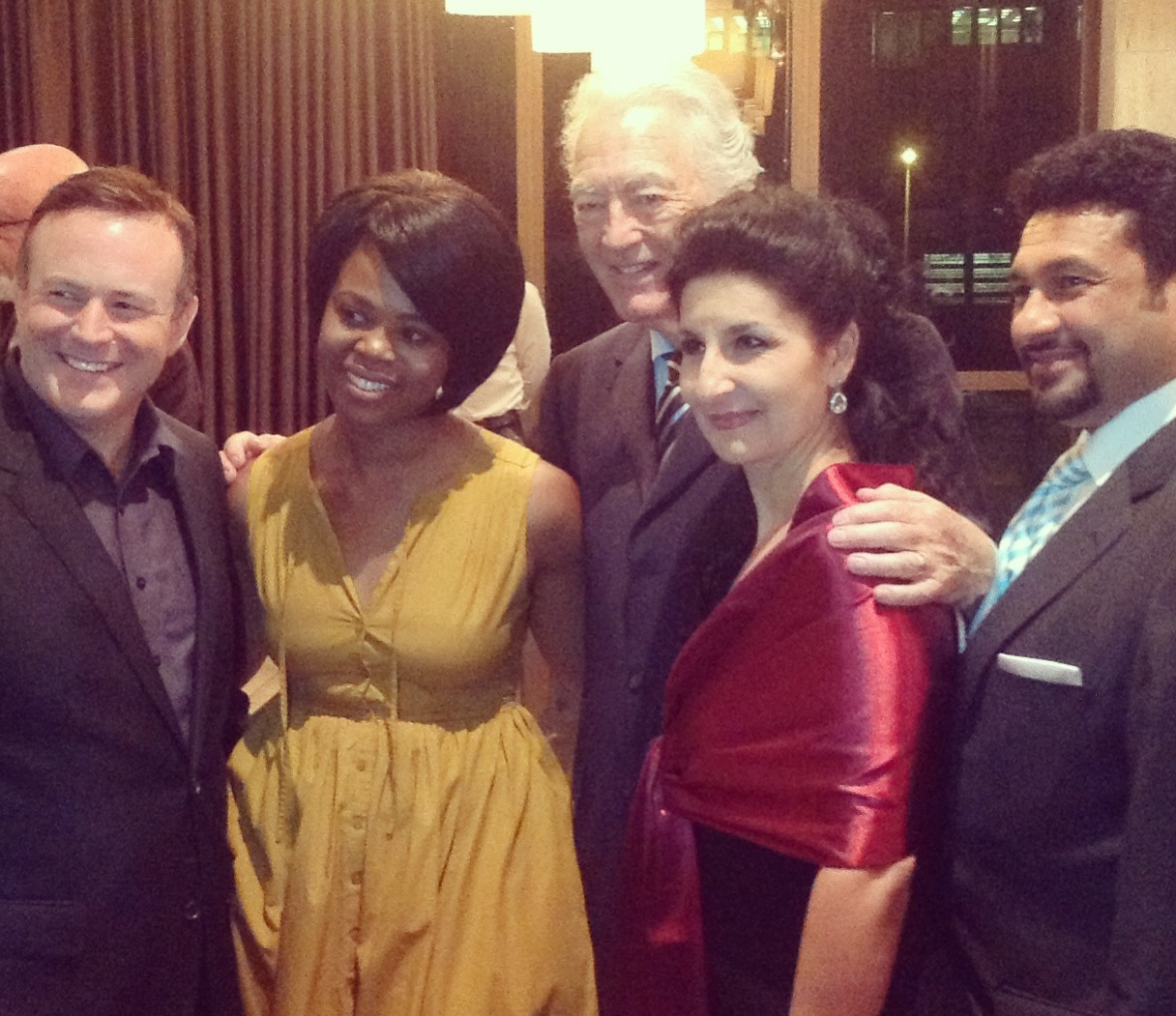
リチャード・ボニング

リチャード・ボニング（Richard Bonynge, 1930年9月29日 - ）はオーストラリアの指揮者。

## 来歴
シドニー生まれ。はじめピアノを学び、14歳でグリーグのピアノ協奏曲を弾いてデビュー。ニュー・サウス・ウェールズ音楽院で学んだ後、1950年に渡英、ロンドンの王立音楽院でブゾーニの弟子にあたるヘルベルト・フライアーについてピアノを学び続け、ロンドンでピアノのリサイタルを開く一方、同じオーストラリアから王立音楽院に留学していたソプラノ歌手、ジョーン・サザーランドとの出会いによってオペラへの関心を深めて行く事になる。
1954年、サザーランドと結婚したボニングは指揮者への転向を決意。1962年にローマ聖チェチーリア音楽院管弦楽団で指揮者デビューを果たした。1963年にはバンクーバー歌劇場でグノーの歌劇『ファウスト』を振ってオペラ・デビュー、さらにその翌年にはロンドンのコヴェントガーデン王立歌劇場、1970年にニューヨークのメトロポリタン歌劇場にデビュー、1975年から1986年にかけてはオペラ・オーストラリアの音楽監督を務めている。
以上の経歴からわかるようにボニングは主としてオペラ畑のポストを渡り歩いており、長年ベルカント・オペラの研究をしていた事もあって、この方面で忘れられていた作品の復活蘇演に尽力している。またワーグナー・ソプラノを目指してソプラノ歌手を目指したジョーン・サザーランドにコロラトゥーラに転向するよう助言したのもボニングで、ロイヤル・オペラ・ハウスが夫人サザーランドにワーグナーやリヒャルト・シュトラウス作品の役を与えようとした時、ボニングは歌劇場当局に抗議したという。自身もドイツ系のレパートリーは中心には据えていないが、モーツァルトやウィンナオペレッタには比較的熱心であり、メトロポリタンオペラのレパートリーに『メリー・ウィドウ』を加えようとして拒否されたこともある。
バレエ音楽の指揮者としても有名なボニングは1975年にメトロポリタン歌劇場に帯同して初来日、1978年にもサザーランド夫人のリサイタルの伴奏指揮者として再来日している。